# IN MY HOUSE
『IN MY HOUSE』（イン・マイ・ハウス）は、山崎まさよし通算8枚目のスタジオ・アルバム。2009年5月13日発売。制作はNAYUTAWAVE RECORDS、発売・販売元はユニバーサルミュージック合同会社。規格品番：UPCH-20158。

## 解説
前作『ADDRESS』（2006年6月28日発売）以降、2007年10月31日に同時発売されたカヴァー・アルバム『COVER ALL YO!』（UPCH-20051）・『COVER ALL HO!』（UPCH-20052）の2タイトルを挟んだ、3年ぶりのオリジナル・アルバム。タイトルは、自宅の音楽スタジオ“ジンジャミエール”にて制作されたことなどから名づけられたとされる。
3年間のあいだにリリースされたシングルがすべて本アルバムに収録された。ほか、音楽配信のみで発表されていた「深海魚」（2008年6月22日配信、NHK土曜ドラマ『監査法人』主題歌）は初CD-DA化となった。アルバムリリース時点での既発表曲は、全13曲中6曲である。
TVドラマ主題歌、テレビコマーシャルなど、タイアップ作品も多く収録されている（タイアップ先については、下記「#収録曲」を参照）。
歌詞については、インタビューで「大袈裟にいえば資本主義社会へのメッセージ」との旨を語っている。
パッケージはCD1枚の通常盤と、シングル曲のミュージック・ビデオを収録したDVD付初回限定盤（UPCH-29029）と2種類があり、ジャケット写真もそれぞれ異なる。DVDに収録された全てのミュージック・ビデオは本作品を持って初商品化となった。また初回盤に限り、特殊なCDプレーヤーを購入することなく高音質再生が可能、と喧伝されているスーパー・ハイ・マテリアルCD（SHM-CD）仕様となっている。
本アルバムの発売に先駆け、連動したライヴ・ツアー "Walkin' in my shoes" が同年3月5日・よこすか芸術劇場公演を皮切りとして開催された。リリース当時のプレス分には、CDパッケージ内に公演日程が掲載されたフライヤーが封入されている。初回盤DVDには、3月23日・大宮ソニックシティ公演から「ド ミ ノ」「窮鼠猫を噛め」「五月の雨」のライヴ映像が収録された。
デビュー14年目にして自身初のオリコンデイリーチャート1位を獲得。

## 収録曲

### CD
- 全曲作詞・作曲・編曲：山崎将義

|    | 曲名 | 演奏時間 |
| 1  | マイシューズ                                                                                                 | 2:38     |
| 2  | 春も嵐も | 3:42     |
| 2  | ハウス食品「ウコンの力」2009年度春季CMソング。                                                               |          |
| 3  | バビロンの住人                                                                                               | 3:58     |
| 4  | 深海魚 | 3:39     |
| 4  | NHK土曜ドラマ『監査法人』主題歌。                                                                            |          |
| 5  | Greeting Melody                                                                                              | 3:49     |
| 5  | 自身がラジオパーソナリティを努めるTOKYO FM系番組『音届（おとどけ）〜SEND ONE-MUSIC〜』の番組コンセプト楽曲。 |          |
| 6  | 五月の雨 | 4:37     |
| 7  | 追憶 | 4:27     |
| 8  | Change the World                                                                                             | 1:07     |
| 9  | Exit | 3:27     |
| 10 | ロンサムライダー                                                                                             | 2:54     |
| 11 | 真夜中のBoon Boon                                                                                            | 4:07     |
| 11 | 関西テレビ・フジテレビ系火曜ドラマ『あしたの、喜多善男』主題歌。                                             |          |
| 12 | ア・リ・ガ・ト                                                                                               | 4:13     |
| 12 | ファンクラブ向けのイベント・ツアー“ONE KNIGHT in BOOGIE HOUSE 2009”で初披露された楽曲。                      |          |
| 13 | Heart of Winter                                                                                              | 4:44     |
| 13 | ハウス食品「ウコンの力」2008年度冬季CMソング。                                                               |          |

### DVD
- ミュージック・ビデオ（M-1・2・3・4）
- Yamazaki Masayoshi "Walkin' in my shoes" Tour 2009 @2009.3.23 大宮ソニックシティ（M-5・6・7）

1. 真夜中のBoon Boon
2. 深海魚
3. Heart of Winter
4. 春も嵐も
5. ド ミ ノ
6. 窮鼠猫を噛め
7. 五月の雨

## 演奏
- 山崎まさよし：Vocal, Instruments, Programming
- 中村キタロー
  - Bass (#1.4.7.9.10.11)
  - Moog Synthesizer (#13)
  - Hand Clap (#10.13)
  - Chorus (#4.11)
- 江川ゲンタ
  - Drums (#2.4.7.9.10.11.12)
  - Percussion (#9.11.13)
  - Chorus (#4.11)
- 村田陽一：Trombone, Horn Arrangement (#2)
- 菅坂雅彦：Trumpet (#2)
- 山本拓夫：Tenor Sax, Baritone Sax (#2)
- 中西康晴：Wurlitzer, Hammond Organ (#4)

## 関連作品
| 楽曲              | シングル                               | ライヴ音源・映像             |
| 春も嵐も          | 25thシングル「春も嵐も」A面曲          |                              |
| 深海魚            |                                        | 「Heart of Winter」初回盤DVD |
| Greeting Melody   | 24thシングル「Heart of Winter」C/W曲   | 「Heart of Winter」初回盤DVD |
| 五月の雨          |                                        | 「花火」初回盤DVD            |
| 追憶              |                                        | 「HOBO's MUSIC」初回盤DVD    |
| 真夜中のBoon Boon | 23rdシングル「真夜中のBoon Boon」A面曲 | 「Heart of Winter」初回盤DVD |
| ア・リ・ガ・ト    | 25thシングル「春も嵐も」C/W曲          |                              |
| Heart of Winter   | 24thシングル「Heart of Winter」A面曲   | 「春も嵐も」C/W曲            |